# 塩城市
塩城市（えんじょう-し）は中華人民共和国江蘇省の北部から中部にかけての黄海沿いに位置する地級市。面積は14,562平方kmで江蘇省第一位、人口は780万人（うち市区人口140万人）で江蘇省第二位。

## 地理
塩城市は江蘇省東北部の海岸部に位置し、黄海に面する浜海平原と、その内陸部の窪地に当たる里下河平原が広がっている。海岸沿いには広い砂浜や干潟が広がり、野鳥や魚介類の重要な生育地となっている。北は連雲港市、西は淮安市と揚州市、南は泰州市と南通市に接する。
気候は亜熱帯湿潤気候に属する。年間降水量1060mm、年平均気温14.2℃。
塩城市の総面積は17,000平方kmと省内最大であるが、そのうち河川や湖沼の面積は1,300平方km以上に及ぶ。また干潟の面積は4,550平方kmで（江蘇省の75%）、満潮線より上の潮上帯に属する部分は1,677平方km（江蘇省の64.6%）、満潮線から干潮線の間の潮間帯は1,610平方km（江蘇省の60.8%）に達する。東台、大豊、射陽、浜海、響水など塩城市に属する沿海部の県や市では1,300平方km以上の干潟の開発がすすめられ、射陽河の河口より南の海岸では年々干拓地や埋立地が海に向かって延びている。
石油や天然ガス資源も豊富で、石油や天然ガスの埋蔵量は800億立方m、予想される埋蔵量は2,000億立方mともいわれ、中国東部沿海地区でも最大のガス田になると期待される。また近海の黄海にも10万平方kmにおよぶ海底ガス田が広がっている。
塩城市には、黄海海岸に沿って広大な塩城自然保護区があり中国でも最大の海岸帯保護区となっており、1992年にはユネスコの人間と生物圏計画に基づき生物圏保護区に指定された。1996年には「北東アジア地域ツル類重要生息地ネットワーク」に、1999年には「東アジア・オーストラリア地域シギ・チドリ類重要生息地ネットワーク」に加盟し、2002年1月にはラムサール条約登録地となった。タンチョウ、ズグロカモメなどの鳥類やキバノロなどの哺乳類の重要な生息地で、特にタンチョウは毎冬、1000羽あまりが越冬のため飛来し、世界最大級の越冬地となっている。塩城市域内の大豊市には大豊麋鹿自然保護区があり、シフゾウ（麋鹿）の生息地として自然保護区に指定され、広大な面積に住む麋鹿（シフゾウ）の数は世界でも最大級である。

## 歴史
塩城付近は周以前は淮夷の住む土地であり、周代には青州に、春秋時代には呉に、戦国時代には楚に属していた。
秦代には郡県制導入の結果東海郡（郯郡）に属した。前漢の初期には射陽侯劉纏が封じられ、漢の武帝の元狩4年（紀元前119年）に塩涜県が置かれた。これが塩城に県が置かれた最初である。三国時代には魏の一部となり県制度は廃止されたが、西晋が県制を復活させた。東晋の義熙7年（411年）に塩城県と改められ、今日の塩城の名の始まりとなった。南北朝では塩城郡となっている。
隋の初期には塩城県となったが、隋末期に韋徹が塩に本拠を置き王を称し、新安県と安楽県に分割した。唐に入ると塩城県が復活し、宋代には楚州に、元代には淮安路に、明代には淮安府に属した。清の初期には江南省の一部となったが、康熙6年（1667年）に江蘇省の一部となった。
中華民国初期は江蘇省第十行政督察区の一部となり、1946年には一時「葉挺市」と改名されたが、後に元の塩城県に戻された。塩城県以外の県は、清の雍正9年に阜寧県が、乾隆33年に東台県が、日中戦争時に台北県・塩東県・阜東県・建陽県が建てられている。1966年には新たに響水県が誕生した。
1983年には塩城県が廃止され、新たに塩城市となり、その下に城区・郊区と響水県・浜海県・阜寧県・射陽県・建湖県・大豊県・東台県の7県が置かれた。1987年には前後して東台県と大豊県が市となり、1996年には郊区が廃止され塩都県となった。2004年には城区が亭湖区に、塩都県が塩都区に改められた。

## 行政区画
3市轄区・1県級市・5県を管轄下に置く。
- 市轄区：
  - 亭湖区・塩都区・大豊区
- 県級市：
  - 東台市
- 県：
  - 建湖県・射陽県・阜寧県・浜海県・響水県

| 塩城市の地図                                                   |
| -------------------------------------------------------------- |
| 亭湖区 塩都区 大豊区 響水県 浜海県 阜寧県 射陽県 建湖県 東台市 |

### 年表
この節の出典

#### 蘇北行署区塩城専区
- 1949年10月1日 - 中華人民共和国蘇北行署区塩城専区が成立。塩城県・射陽県・建陽県・阜寧県・浜海県・漣東県・淮安県が発足。(7県)
- 1950年1月11日 (8県)
  - 泰州専区東台県・台北県を編入。
  - 漣東県が淮陰専区漣水県に編入。
- 1950年5月12日 - 淮陰専区淮宝県の一部が淮安県に編入。(8県)
- 1951年7月11日 (8県)
  - 台北県が大豊県に改称。
  - 建陽県が建湖県に改称。
- 1952年11月15日 - 江蘇省の成立により、江蘇省塩城専区となる。

#### 江蘇省塩城地区
- 1954年6月21日 (8県)
  - 淮陰専区淮陰県の一部(新興郷の一部)が淮安県に編入。
  - 淮安県の一部(蘇秦郷・立生郷の各一部)が淮陰専区淮陰県に編入。
- 1954年8月30日 - 淮安県が淮陰専区に編入。(7県)
- 1956年3月5日 (7県)
  - 浜海県の一部が射陽県に編入。
  - 阜寧県の一部が浜海県・射陽県・建湖県に分割編入。
  - 射陽県の一部が阜寧県・建湖県に分割編入。
  - 塩城県の一部が建湖県・大豊県に分割編入。
  - 建湖県の一部が阜寧県に編入。
- 1956年12月22日 - 建湖県の一部が阜寧県に編入。(7県)
- 1957年5月 - 阜寧県の一部が淮陰専区淮安県に編入。(7県)
- 1957年12月19日 - 徐州専区新海連市の一部が浜海県に編入。(7県)
- 1957年12月 - 淮陰専区淮安県の一部が阜寧県に編入。(7県)
- 1958年12月12日 - 徐州専区新海連市の一部が浜海県に編入。(7県)
- 1960年1月4日 - 徐州専区新海連市の一部が浜海県に編入。(7県)
- 1965年9月3日 - 淮陰専区灌南県の一部が浜海県に編入。(7県)
- 1966年3月9日 - 浜海県の一部が分立し、響水県が発足。(8県)
- 1970年 - 塩城専区が塩城地区に改称。(8県)
- 1983年1月18日 
  - 塩城県が市制施行し、地級市の塩城市に昇格。
  - 建湖県・射陽県・阜寧県・大豊県・浜海県・東台県・響水県が塩城市に編入。

#### 塩城市
- 1983年1月18日 - 塩城地区塩城県が地級市の塩城市に昇格。(1市7県)
  - 塩城地区建湖県・射陽県・阜寧県・大豊県・浜海県・東台県・響水県を編入。
- 1983年2月12日 - 城区・郊区を設置。(2区7県)
- 1987年12月17日 - 東台県が市制施行し、東台市となる。(2区1市6県)
- 1996年7月19日 (1区1市7県)
  - 郊区の一部が分立し、塩都県が発足。
  - 郊区の残部が城区に編入。
- 1996年8月1日 - 大豊県が市制施行し、大豊市となる。(1区2市6県)
- 2003年12月18日 (2区2市5県)
  - 塩都県の一部が分立し、塩都区が発足。
  - 城区および塩都県の残部が合併し、亭湖区が発足。
- 2007年2月12日 - 亭湖区の一部が塩都区に編入。(2区2市5県)
- 2007年3月9日 - 射陽県の一部が亭湖区に編入。(2区2市5県)
- 2007年11月7日 - 射陽県の一部が亭湖区に編入。(2区2市5県)
- 2011年3月25日 - 射陽県の一部が亭湖区に編入。(2区2市5県)
- 2015年7月23日 - 大豊市が区制施行し、大豊区となる。(3区1市5県)

## 交通
空港
- 塩城空港

鉄道 … CRHの電車列車を利用した場合、省都の南京へは2時間半、上海へは2時間前後でアクセス可能。
- 青塩線
- 新長線
- 徐塩旅客専用線
- 塩通高速線

道路
- 寧塩高速道路、連塩高速道路、淮塩高速道路、塩通高速道路

港湾
- 大豊港、浜海港、射陽港、陳家港

## 経済
コメ、ムギ、綿花が主な農産物であり、綿花と淡水魚および養蚕の中国でも重要な産地である。
工業は軽紡績、電子、機械、化学工業、食品、建材などが盛んで、特に「燕舞牌」ブランドの電気製品はテレビ広告などで全国的に知られていた。現在は有森達皮鞋、悦達汽車、中大集団などの大企業が立地する。2003年の全国総合実力百強都市ランキングでは83位で、2004年には75位であった。
現在２３位である。

## 文化
塩城は後漢末期の献帝の時代の優れた文人である「建安七子」のひとり陳琳、南北朝時代の名医・徐道度、清代の治水家・馮道立、その他明代・清代には詩人の呉嘉紀や孫玉澍、書法家の宋曹、書家の萬嵐、客の前で講談を演じる「評書」の創始者・柳敬亭などの文人や学者が輩出されている。現代の有名な文人である胡喬木、外交官の喬冠華の故郷でもある。
建湖県では雑技（サーカス）が盛んで、「百戲」は唐代に最盛期を迎えており慶豊十八団もあり、中国の雑技発祥地の三個半のひとつとされる（残る発祥地のうち2つは山東省の聊城市、河北省の呉橋県、「半分」は北京市の芸能地区である天橋(zh)）。明代中葉には東台県・安豊の人である王艮が思想家として名を成し、その泰州学派は中国に大きな影響を与えた。中国四大小説のひとつ『水滸伝』の作者・施耐庵は大豊県・白駒の人であった。
塩城には唐代に建てられた永寧禅寺や、南宋の丞相・陸秀夫を祭る祠堂、明末の著名な書法家・宋曹の故居などの旧跡がある。

## 友好都市
- キエーティ（イタリア アブルッツォ州）1992年10月1日
- 南原市（大韓民国 全羅北道）1998年6月13日
- デヴァ（ルーマニア フネドアラ県）1998年11月12日
- 鹿嶋市（日本 茨城県）2002年11月8日
- サンディエゴ（アメリカ合衆国 カリフォルニア州）2003年10月20日